# Beauche

Beauche este o comună în departamentul Eure-et-Loir, Franța. În 1 ianuarie 2022 avea o populație de 284 de locuitori.